# Volker Sprenger
Volker Sprenger (* 11. Oktober 1947 in Ludwigshafen) ist ein ehemaliger deutscher Radrennfahrer und nationaler Meister im Radsport.

## Sportliche Laufbahn
Sprenger begann am 1. Mai 1962 im Verein RRC Endspurt Mannheim mit dem Radsport, sein erster Trainer war sein Vater. Später startete er für den RV Sossenheim 1895. Rund 100 Siege (vorrangig im Bahnradsport) konnte er bereits als Jugendfahrer verbuchen, darunter auch deutsche Meistertitel.
Seine besonderen Stärken lagen in den Ausdauerdisziplinen und im Zweier-Mannschaftsfahren. In letzterer Disziplin gewann er bei den deutschen Meisterschaften 1973 den Titel mit Dietrich Thurau. 1979 gewann er den Titel im Punktefahren. Sprenger war auch bei Sechstagerennen für Amateure erfolgreich. Er gewann 1973 in West-Berlin und Frankfurt am Main mit Thurau als Partner. In seiner Laufbahn brachte er es auf rund 500 Siege und blieb weiterhin im Freizeitbereich aktiv.

## Familiäres
Sein Bruder Udo Sprenger war ebenfalls Radrennfahrer und später Funktionär (Vize-Präsident) im Bund Deutscher Radfahrer (BDR).